# The Nelson Mail

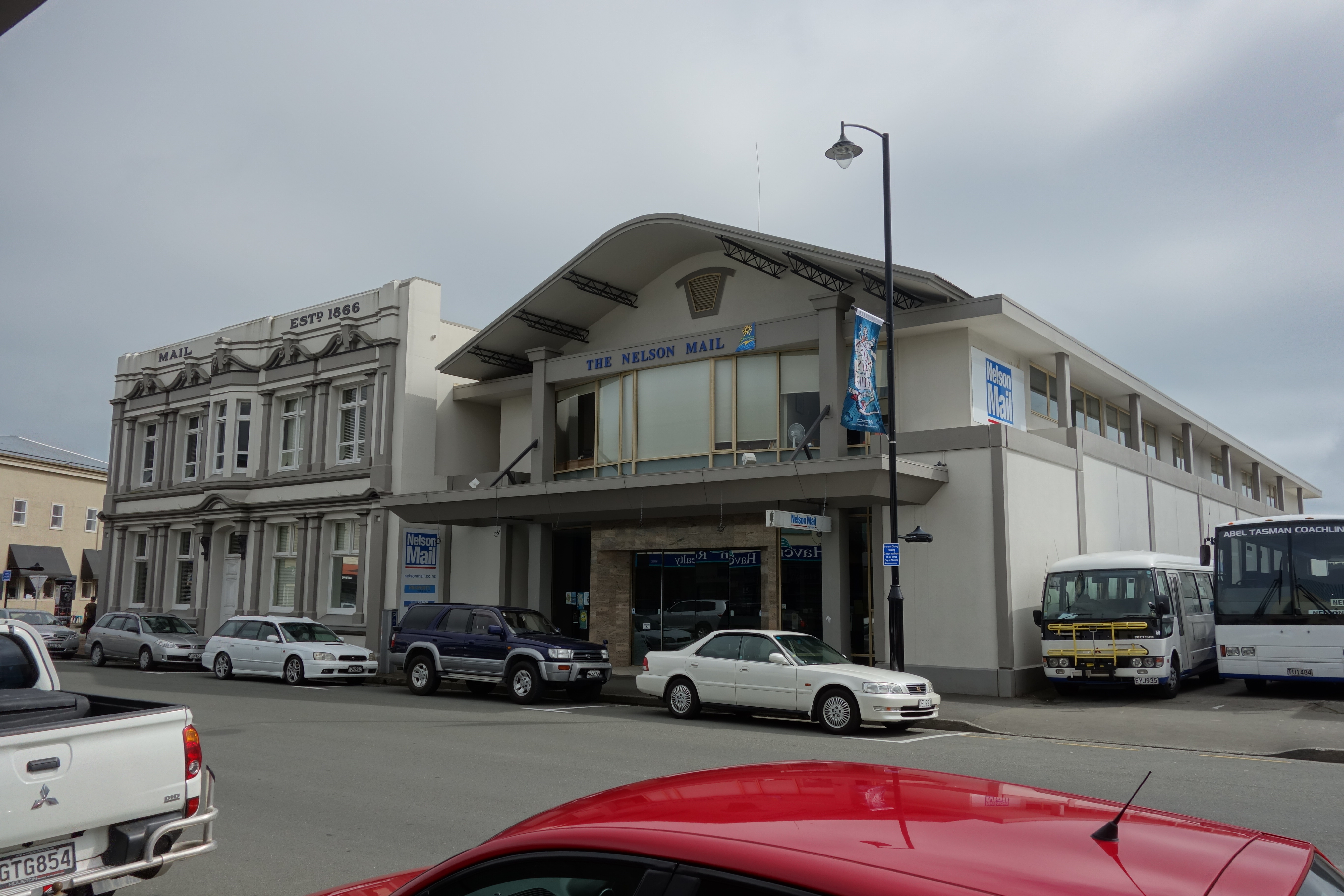
The Nelson Mail (2013)

The Nelson Mail ist eine täglich erscheinende regionale Tageszeitung in Neuseeland. Ihr Einzugsgebiet liegt im nördlichen Teil der Südinsel mit Redaktionssitz in Nelson.

## Geschichte
Die Nelson Mail wurde 1866 von dem Drucker und Zeitungsmacher Robert Lucas unter dem Namen The Nelson Evening Mail gegründet und erstmals am 5. März 1966 als erste täglich erscheinende Tageszeitung von Nelson herausgegeben. Lucas’ frühere Zeitungen, The Nelson Advertiser (1860) und The Nelson Intelligence (1862), existierten zu diesem Zeitpunkt nicht mehr.
Zwei seinerzeit konkurrierende Tageszeitungen, The Examiner (1842–1873) und The Colonist (1857–1921) überlebten die Nelson Evening Mail nicht. Ab 1921 war die Evening Mail die einzige Tageszeitung der Stadt. Sie blieb von ihrer Gründung an bis zu ihrem Verkauf 1993 an die Independent Newspapers Limited (INL) im Besitz der Familie Lucas.
Die Independent Newspapers änderte im Juni 1995 den Namen der Zeitung in „The Nelson Mail“ und verkaufte sie zusammen mit allen anderen in ihrem Besitz befindlichen Publikationen 2003 an die australische Fairfax Media Gruppe.

## Die Zeitung heute
Die Nelson Mail hatte 2014 eine durchschnittliche tägliche Auflage von 11.734 Exemplaren, erscheint weiterhin täglich montags bis samstags, wobei die Redaktion der Zeitung nur noch den Lokalteil abdeckt. Der überregionale Teil wird zentral für alle Zeitungen der Fairfax Media Gruppe in Wellington erstellt.
Die Zeitung deckt neben Nelson den westlichen Teil des Marlborough Districts und den nordöstlichen Teil der Region Tasman ab.